# 山岡慎一
山岡 慎一（やまおか しんいち、1894年（明治27年）1月19日 - 没年不明。旧字体：山岡愼一）は、日本の陸上競技選手（短距離走）、実業家。東京帝国大学在学中に1920年アントワープオリンピックに出場した。

## 経歴
山岡清直の長男として、京都府に生まれる。東京府立第一中学校、第一高等学校を経て、東京帝国大学工学部に入学。
在学中に1920年アントワープオリンピックの男子100m・200m走に出場。男子100mは8組4着で記録なし、男子200mは1組4着の23秒9でいずれも予選落ちに終わった。
1922年（大正11年）同大を卒業し、1924年（大正13年）父の経営する高野捺染工業所に入り、翌年取締役に就任。ほか、京都高野川捺染代表取締役、合資会社東光社代表社員、東京日日新聞運動部嘱託、明治神宮体育会評議員、全日本陸上競技連盟理事、日本水上競技連盟評議員などを歴任した。
ヤス夫人は江川英武の四女。
運動界社編『競技練習手解き』（運動界社出版部・忠文堂書店、1924年。国立国会図書館デジタルコレクション）の出版に、「学生競技連盟会長」の肩書で監修を行っている。